# لرگان (چالوس)
لرگان، روستایی است از توابع بخش مرزن‌آباد شهرستان چالوس در استان مازندران ایران.

## جمعیت
این روستا در دهستان بیرون‌بشم قرار دارد و براساس سرشماری مرکز آمار ایران در سال ۱۳۸۵، جمعیت آن ۴۰ نفر (۱۱خانوار) بوده‌است. مردم لرگان از قومیت طبری هستند. مردم لرگان به زبان طبری با گویش چالوسی سخن می‌گویند.